# Téléscan
 (août 2013).
Si vous disposez d'ouvrages ou d'articles de référence ou si vous connaissez des sites web de qualité traitant du thème abordé ici, merci de compléter l'article en donnant les références utiles à sa vérifiabilité et en les liant à la section « Notes et références ».
Le téléscan est un projecteur asservi à miroir inventé par Didier Leclerq & Patrice Andrieux de la société française Caméléon créée en 1979.

## Historique

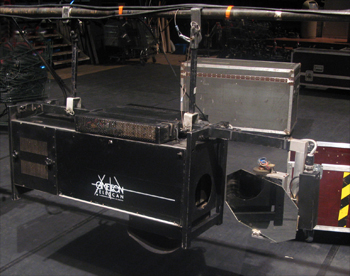
Projecteur asservi Cameleon Telescan Mark2, construit en 1987, ici photographié en service lors d'un spectacle en 2007.

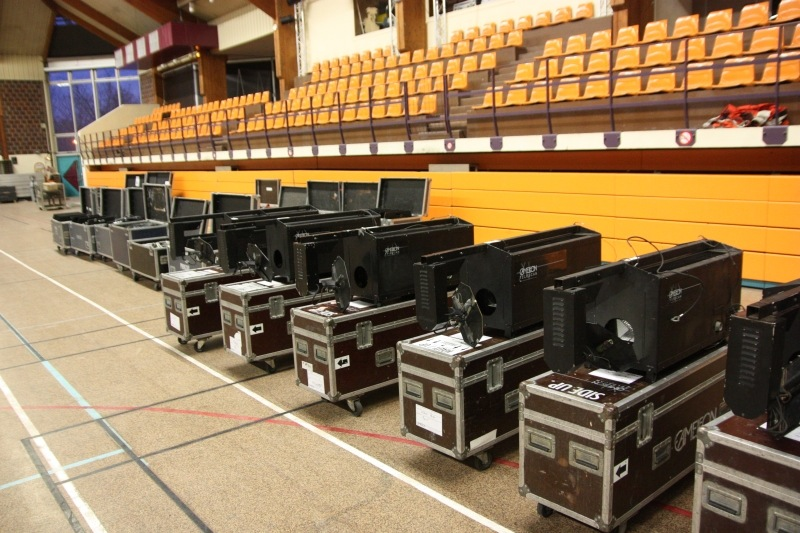
Projecteur asservi Cameleon Telescan MarkIV, construit en 1994 pour la tournée des Pink Floyd, en utilisation lors d'un spectacle fin 2009.

Plusieurs modèles ont été développés depuis 1979, depuis le Téléscan Mark 1 jusqu'à Mark 5, en passant par le Mark 2 « plexi », réalisé en plexiglas pour une tournée de Michel Fugain, le Mark 3 « à voyage en image » appelé aussi « modèle Michel Sardou », et le Mark 4 construit pour la tournée des Pink Floyd en 1994.

Bien que quelques rares exemplaires aient été installés sur certaines installations fixes, la quasi-totalité des Téléscans, conçus par leur constructeur, Cameleon, étaient essentiellement destinés à être utilisés en location avec techniciens pour de grande tournées françaises et internationales, ou encore la télévision.
De nombreuses innovations techniques furent réalisées sur le Téléscan (l'application du principe de la trichromie sur un projecteur asservi, les gobos tournants, le positionnement du faisceau pilotable via un miroir de déflexion, etc.), et ont fixé de nombreux standards de conception des projecteurs d'aujourd'hui.

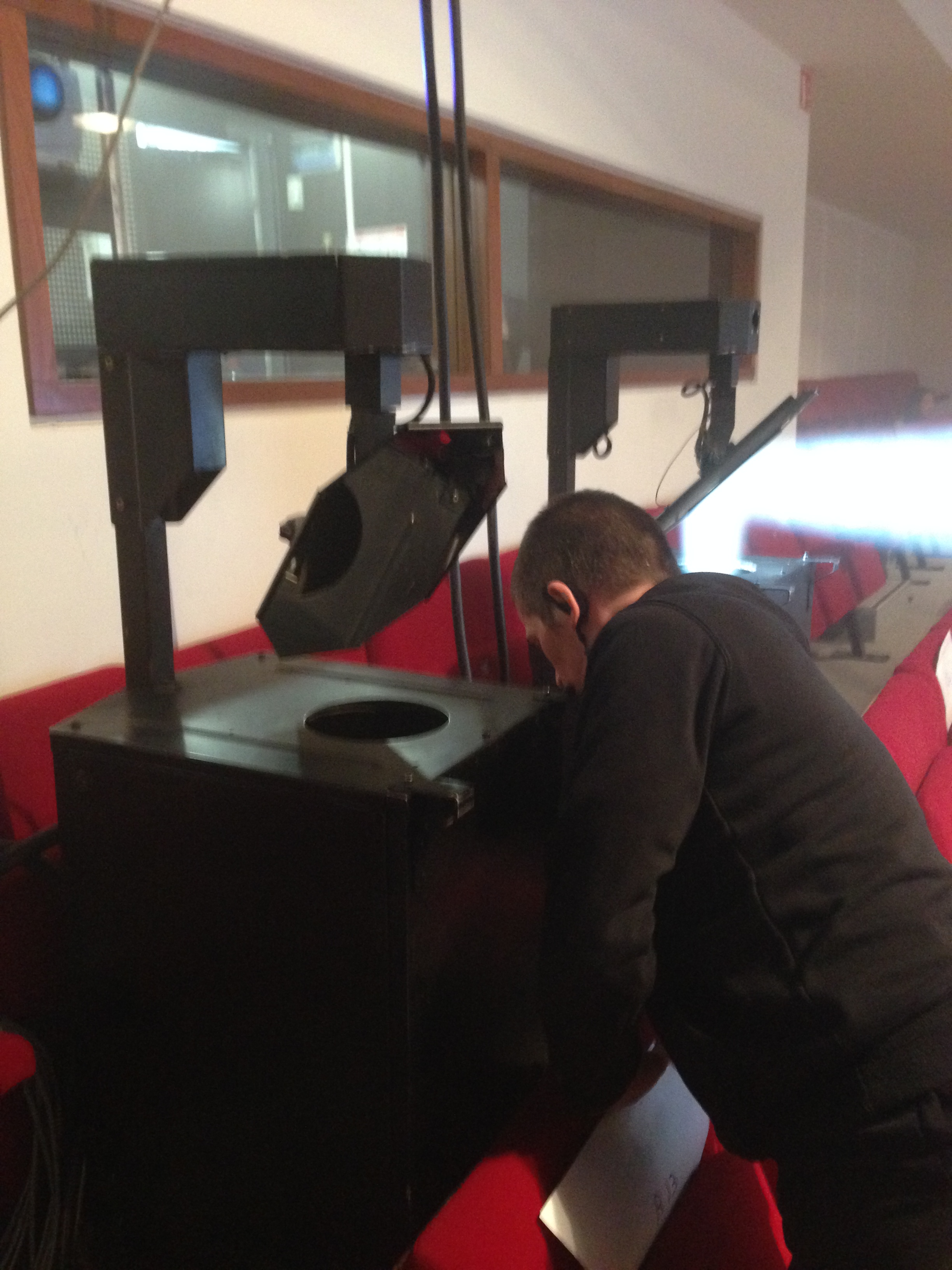
Telescan MkIV en cours d'installation par un technicien spécialisé.

Aujourd'hui[Quand ?] encore, des Téléscans sont toujours en service sur des spectacles de tous types ou en télévision.